# Geraint Thomas
Geraint Howell Thomas, OBE (* 25. Mai 1986 in Cardiff), Spitzname „G“, ist ein britischer Radrennfahrer aus Wales. Er wurde zweifacher Olympiasieger und dreifacher Weltmeister in der Mannschaftsverfolgung. Im Jahr 2018 gewann er die Tour de France.

## Sportliche Karriere

### Kindheit und Jugend
Geraint Thomas wurde am 25. Mai 1986 in Cardiff geboren. Er besuchte die Birchgrove Primary und Whitchurch High, wo er Rugby und Fußball spielte und als Schwimmer aktiv war. Im Alter von 10 Jahren kam er über das Maindy Leisure Centre, wo er seine Schwimmtrainings absolvierte, zum Radsport und wurde Mitglied der Maindy Flyers, die im anliegenden Maindy Velodrome trainierten.
Als Junior war Geraint Thomas sowohl im Straßenradsport als auch im Bahnradsport erfolgreich. Er gewann die Junioren-Austragungen von Kuurne–Brüssel–Kuurne und Paris–Roubaix und wurde im Jahr 2004 Junioren-Weltmeister im Scratch, sowie Vize-Europameister im Punktefahren. Im Jahr 2005 wurde er im Alter von 20 Jahren britischer Meister im Scratch und holte gemeinsam mit Mark Cavendish, Steve Cummings und Ed Clancy den nationalen Titel in der Mannschaftsverfolgung. Weiters wurde er auf Empfehlung von Heiko Salzwedel in das T-Mobile Development Programm aufgenommen und erhielt die Chance, als Stagiaire beim Team Wiesenhof zu starten.
Im Jahr 2006 wurde Thomas gemeinsam mit Ian Stannard, Ed Clancy und Andrew Tennant U23-Europameister in der Mannschaftsverfolgung und holte die Silber-Medaille im U23-Scratch-Bewerb. Bei den Bahnradweltmeisterschaften ging er gemeinsam mit Steve Cummings, Paul Manning und Robert Hayles im Elite-Bewerb der Mannschaftsverfolgung an den Start und musste sich erst im Finale der australischen Auswahl geschlagen geben. Auf der Straße gewann Thomas mit der Flèche du Sud sein erstes internationales Etappenrennen und sicherte sich zudem die Nachwuchswertung, Punktewertung und einen Etappensieg. Bei den nationalen Meisterschaften im Straßenrennen belegte er hinter Hamish Robert Haynes und Roger Hammond den dritten Rang. Am Ende der Saison bestritt er die Tour of Britain für das britische Nationalteam und absolvierte den Giro della Toscana als Stagiaire des spanischen Saunier Duval-Prodir Teams.

### Profivertrag und Erfolge auf der Bahn (2007–2009)
Im Jahr 2007 wechselte Geraint Thomas im Alter von 20 Jahren zum britischen UCI Professional Continental Team Barloworld. Im März ging er bei den Bahnradsport-Weltmeisterschaften in Palma an den Start und sicherte sich gemeinsam mit Bradley Wiggins, Ed Clancy und Paul Manning den Weltmeistertitel in der Mannschaftsverfolgung. Da das Team Barloworld eine Wildcard für die Tour de France erhalten hatte, gab er im Juli als jüngster Fahrer der 94. Austragung sein Grand-Tour-Debüt, wobei er den 140. Gesamtrang belegte.
In der Saison 2008 ging Geraint Thomas zunächst beim Giro d’Italia an den Start, ehe er sich mit der britischen Nationalmannschaft auf die Bahnradsport-Bewerbe bei den Olympischen Spielen von Peking vorbereitete. Nachdem das Quartett bereits im März ihren Titel bei den Weltmeisterschaften verteidigt hatte, sicherten sich Geraint Thomas, Bradley Wiggins, Edward Clancy und Paul Manning im August mit einem neuen Weltrekord (3:53.314 min) den Olympiasieg in der Mannschaftsverfolgung. Am Ende der Saison ging Geraint Thomas bei seinen ersten Straßenradsport-Weltmeisterschaften an den Start.
Im Frühjahr der Saison 2009 kam Geraint Thomas bei einem Einzelzeitfahren von Tirreno–Adriatico Sturz und zog sich eine Fraktur des Beckens und der Nase zu. Nach seiner Genesung bestritt er weitere Rennen, konnte jedoch auf der Straße keine großen Erfolge erzielen. Dafür gewann im Manchester Velodrome eine Station des Bahnrad-Weltcups in der Einerverfolgung und stellte zugleich einen neuen Weltrekord (4:15.105 min) nach den damals geltenden Regularien auf. Zwei Tage später setzte er sich mit seinen Teamkollegen auch in der Mannschaftsverfolgung durch.

### Wechsel zum Team Sky (2010–2012)

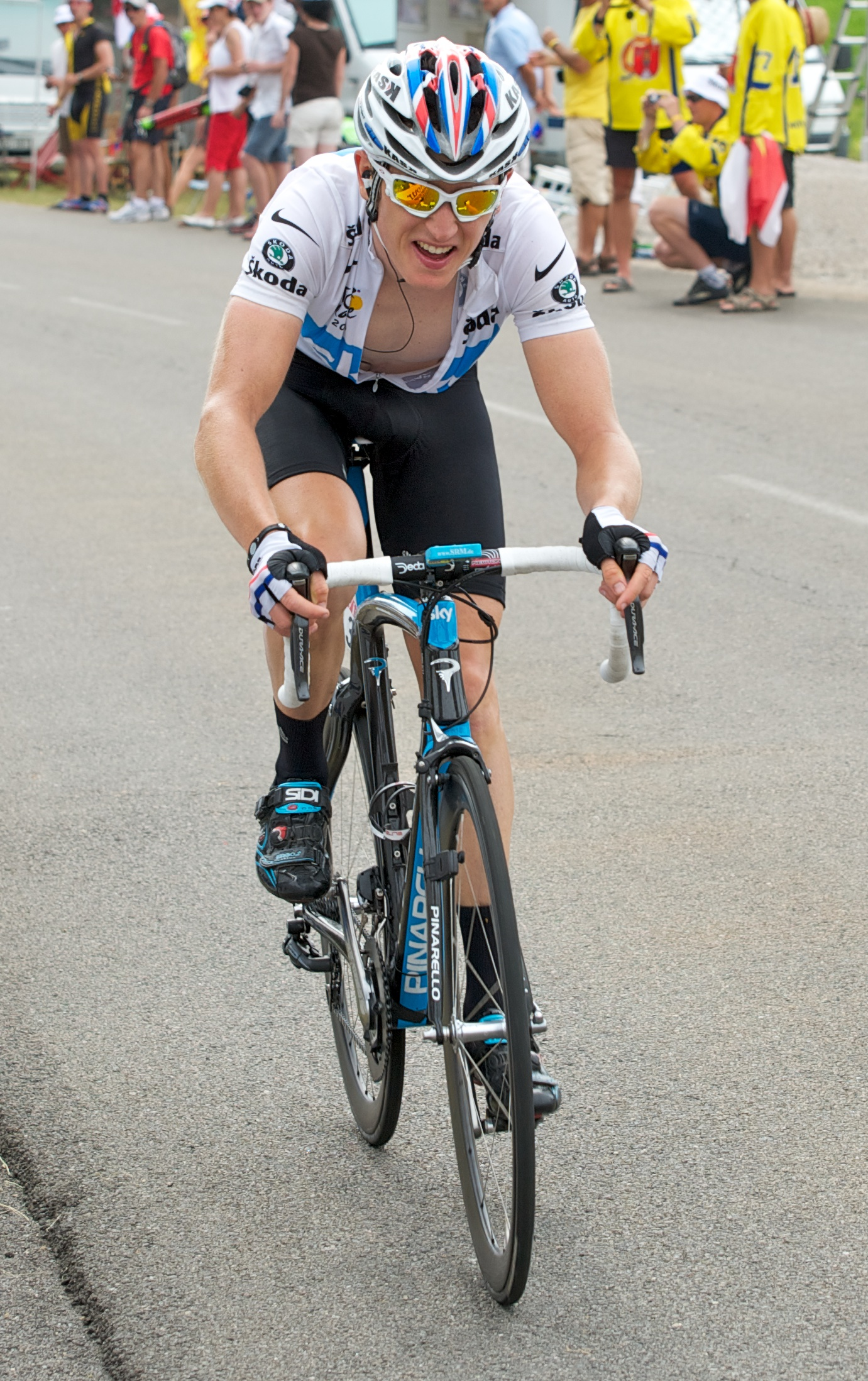
Geraint Thomas im Weißen Trikot bei der Tour de France 2010

Bereits im September des Jahres 2009 wurde der Wechsel von Geraint Thomas zum neugegründeten Sky Procycling Team bekanntgeben. Nach seinem Erfolg bei den Olympischen Spielen fokussierte sich der 23-jährige Brite nun auf den Straßenradsport und fuhr in den Diensten von Bradley Wiggins, der als potentieller Tour-de-France-Sieger galt. Geraint Thomas zeigte in erster Linie mit seinen Leistungen bei den Einzelzeitfahren auf und ging erstmals bei der Flandern-Rundfahrt und bei Paris–Roubaix an den Start. Im Juni wurde er im Alter von 24 Jahren britisches Meister im Straßenrennen, ehe er den Prolog der Tour de France auf dem fünften Platz beendete. Auf der 3. Etappe, die über sieben Kopfsteinpflaster-Sektoren nach Arenberg führte, musste er sich im Sprint um den Tagessieg nur dem Norweger Thor Hushovd geschlagen geben, übernahm jedoch das Weiße Trikot des besten Nachwuchsfahrers. Nach vier Tagen als Gesamtzweiter büßte er bei der ersten Bergankunft viel Zeit ein und beendete seine zweite Tour de France schlussendlich auf dem 64. Gesamtrang. Am Ende der Saison belegte Geraint Thomas hinter seinen beiden Teamkollegen Bradley Wiggins und Chris Froome den dritten Rang bei den britischen Zeitfahrmeisterschaften, ehe er aufgrund von gesundheitlichen Bedenken seinen Start bei den Commonwealth Games in Delhi absagte.
Im Jahr 2010 zeigte Thomas mit mehreren Top-Resultaten bei den Frühjahres-Klassikern. Er stand als Zweiter auf dem Podium von Dwars door Vlaanderen, ehe er die Flandern-Rundfahrt als bester Fahrer seiner Mannschaft auf dem zehnten Rang beendete. Bei Paris–Roubaix erreichte er das Velodrome nach drei Stürzen außerhalb des Zeitlimits. Ende Mai folgte sein erster Sieg als Profi, als er sich in der Gesamtwertung der Bayern-Rundfahrt vor dem Dänen Nicki Sørensen durchsetzte. Nach Platz zwei im Straßenrennen der britischen Meisterschaften ging Thomas erneut als Helfer von Bradley Wiggins bei der Tour de France an den Start, wobei sein Kapitän das Rennen nach einem Sturz bereits auf der 7. Etappe aufgab. Am selben Tag verlor Geraint Thomas das Weiße Trikot, das er bereits am ersten Abschnitt übernommen hatte, da er zunächst mit seinen Mannschaftskollegen auf den gestürzten Bradley Wiggins wartete. Am Ende der Frankreich-Rundfahrt erzielte Thomas mit Rang 31 sein bis dahin bestes Ergebnis in der Gesamtwertung, wenngleich er einen Rückstand von mehr als einer Stunde aufwies. Am Ende der Saison verhalf er seinem Landsmann Mark Cavendish zu dessen Weltmeistertitel bei Straßenradsport-Weltmeisterschaften von Kopenhagen, ehe er mit seinen Teamkollegen Europameister in der Mannschaftsverfolgung wurde.

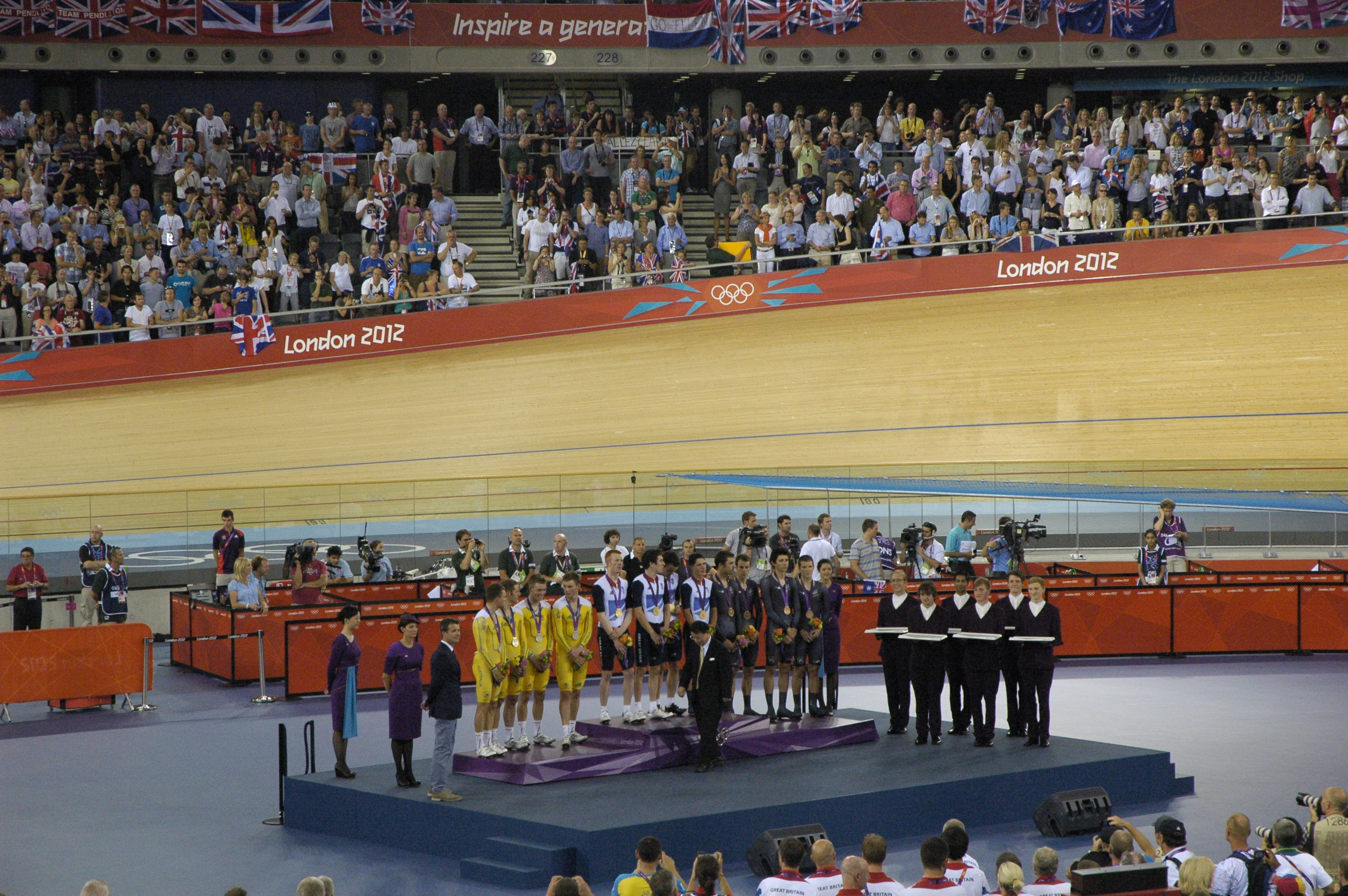
In London wird Geraint Thomas zum zweiten Mal Olympiasieger in der Mannschaftsverfolgung

Im Jahr 2012 rückte der Fokus von Geraint Thomas erneut auf den Bahnradsport, wobei er die Olympischen Spiele von London als Ziel ausgab. Zugleich kündete er an sich im Anschluss ausschließlich auf den Straßenradsport zu konzentrieren. Nachdem er Bradley Wiggins zu dessen Gesamtsieg bei Paris–Nizza verholfen hatte, ging er bei den Bahnradsport-Weltmeisterschaften in Melbourne an den Start und sicherte sich gemeinsam mit Ed Clancy, Peter Kennaugh und Steven Burke seinen dritten Titel in der Mannschaftsverfolgung. Nach Platz fünf in der Einerverfolgung, holte er zudem mit seinem Teamkollegen Ben Swift die Silber-Medaille im Madison. Im Anschluss kehrte Geraint Thomas auf die Straße zurück und gewann den Prolog der Tour de Romandie. Beim Giro d’Italia musste er sich im Auftaktzeitfahren nur dem US-Amerikaner Taylor Phinney geschlagen geben, ehe er auch das Abschlusszeitfahren als Zweiter beendete. Dazwischen fungierte er als Anfahrer für Mark Cavendish, der drei Etappensiege feierte. Während das Team Sky mit Bradley Wiggins erstmals die Tour de France gewann, bereitete sich Geraint Thomas auf die Mannschaftsverfolgung bei den Olympischen Spielen vor. Gemeinsam mit Ed Clancy, Peter Kennaugh und Steven Burke setzte er sich im Lee Valley VeloPark mit einem neuen Weltrekord (3:51.659 min) vor der australischen Nationalmannschaft durch und krönte sich so im Alter von 26 Jahren zum Doppel-Olympiasieger.

### Fokus auf Klassiker (2013–2015)

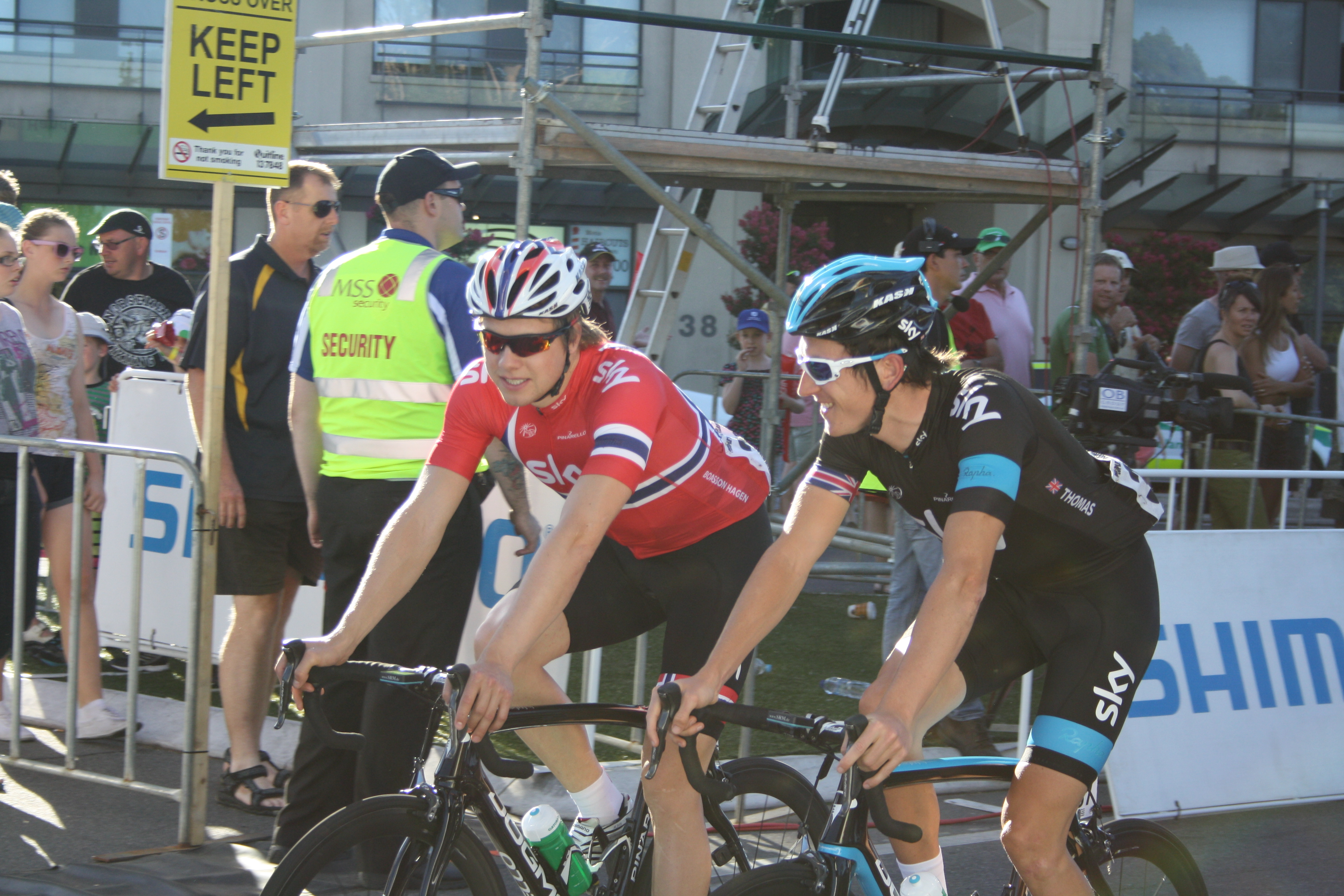
Edvald Boasson Hagen und Geraint Thomas bei der Tour Down Under 2013

Zu Beginn des Jahres 2013 gewann Geraint Thomas die zweite Etappe der Tour Down Under und verteidigte die Gesamtführung bis zum letzten Abschnitt, als er im Schlussanstieg des Willunga Hill distanziert wurde. Als Dritter der Gesamtwertung entschied er jedoch die Punktewertung für sich. Im Anschluss ging Thomas beim belgischen Eintagesrennen Omloop Het Nieuwsblad an den Start und verpasste nur knapp einen Podiumsplatz. Weiters belegte er auch bei E3 Harelbeke den vierten Rang und etablierte sich so neben dem Norweger Edvald Boasson Hagen als Kapitän bei den Klassikern. Bei Mailand–Sanremo, Paris–Roubaix und der Flandern-Rundfahrt konnte er aufgrund von Stürzen jedoch kein Top-Ergebnis erzielen. Nach den Frühjahres-Klassikern kehrte Thomas zur Bayern-Rundfahrt zurück, wo er sich im Kampf um das Gesamtklassement nur dem Italiener Adriano Malori geschlagen geben musste. Im Sommer ging er bei der Tour de France als Helfer von Chris Froome an den Start, kam jedoch bereits auf der 1. Etappe zu Sturz. Obwohl er sich einen Beckenbruch zugezogen hatte, setzte Geraint Thomas die Frankreich-Rundfahrt fort und verhalf seinem Kapitän zu dessen ersten Gesamtsieg. Nach der Frankreich-Rundfahrt ging Thomas nur noch bei wenigen Rennen an den Start, gewann jedoch mit seinen Teamkollegen die Bronzemedaille im Mannschaftszeitfahren der Straßenradsport-Weltmeisterschaften.

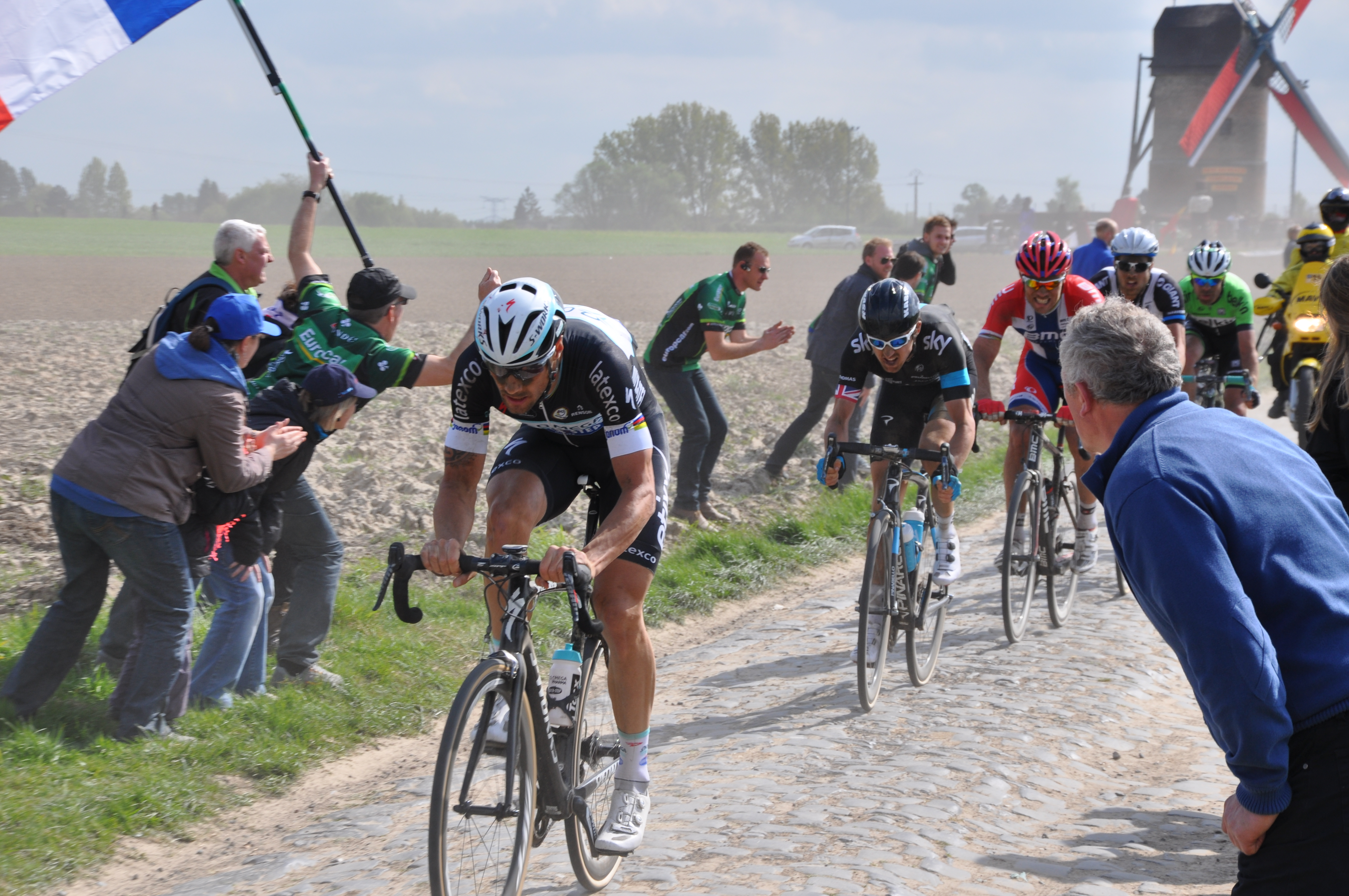
Geraint Thomas (2. Position) bei Paris–Roubaix 2014

Im Jahr 2014 gab Geraint Thomas sein Saison-Debüt erneut bei der Tour Down Under, wobei er diesmal den achten Gesamtrang belegte. Im März übernahm er auf der 4. Etappe die Gesamtführung von Paris–Nizza. Nachdem er das Gelbe Trikot zwei Tage später abgeben musste, kam er als Gesamtzweiter auf der 7. Etappe zu Sturz und verließ die Fernfahrt vor dem letzten Abschnitt. Bei den Frühjahresklassikern stand Thomas zunächst als Dritter auf dem Podium von E3 Harelbeke, ehe er mit Rang acht erstmals in die Top 10 der Flandern-Rundfahrt fuhr. Bei Paris–Roubaix folgte er einer frühen Attacke des Klassiker-Spezialisten Tom Boonen und erreichte das Velodrome in der zehn Fahrer umfassenden Spitzengruppe, in der auch sein Teamkollege Bradley Wiggins vertreten war. Im Sprint belegte Geraint Thomas den siebten Rang und beendete somit ein weiteres Monument des Radsports in den Top 10. Nach den Frühjahresklassikern gewann Geraint Thomas zum zweiten Mal die Bayern-Rundfahrt, ehe er nach Rang zwei bei den britischen Zeitfahrmeisterschaften als Helfer von Chris Froome zur Tour de France zurückkehrte. Nachdem Ausscheiden seines Kapitäns und dem schlechten Abschneiden von Co-Leader Richie Porte, erhielt er die Freigabe auf eigene Ambitionen zu fahren und erzielte mit dem 22. Gesamtrang seine bis dahin beste Platzierung bei einer Grand Tour. Wenige Tage nach der Frankreich-Rundfahrt ging er bei den Commonwealth Games von Glasgow an den Start und gewann das Straßenrennen nach Rang drei im Einzelzeitfahren.

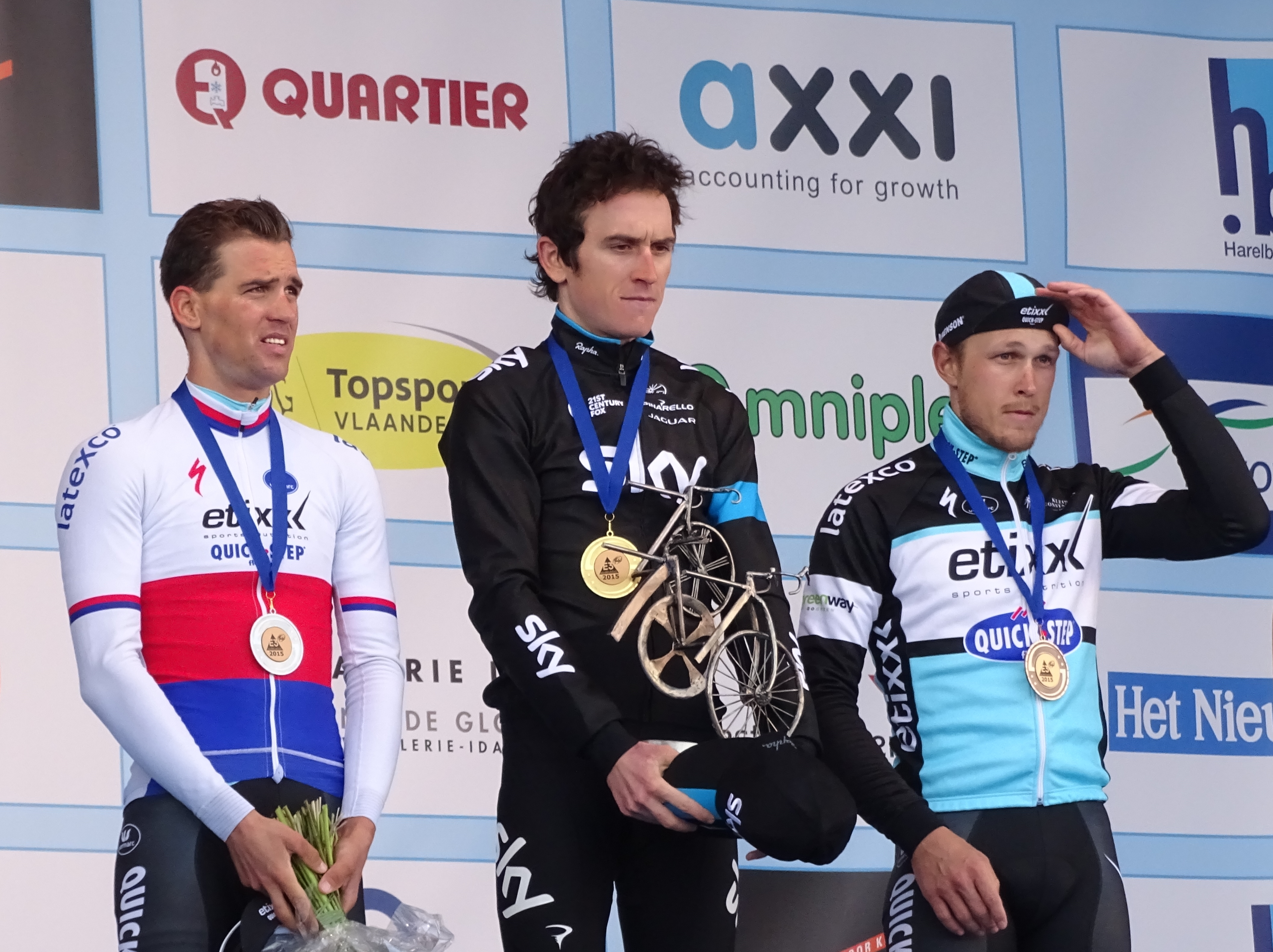
Mit E3 Harelbeke gewinnt Geraint Thomas im Alter von 28 Jahren erstmals ein großes Eintagesrennen

Im Jahr 2015 ging Geraint Thomas zunächst bei der Tour Down Under und Dubai Tour an den Start, ehe er die Gesamtwertung der Algarve-Rundfahrt nach einem Etappensieg auf dem zweiten Abschnitt für sich entschied. Im Anschluss folgte ein fünfter Platz bei Paris–Nizza, wobei Geraint Thomas zugleich seinen Teamkollegen Richie Porte bei dessen Gesamtsieg unterstützte. So überließ er dem Australier bei der Bergankunft der 4. Etappe den Tagessieg, nachdem sich die beiden von den restlichen Gesamtklassement-Fahrern abgesetzt hatten. Bei den Frühjahresklassikern zeigte der zwischenzeitlich 28-jährige nun auch bei Mailand–Sanremo auf, wo er sich im Schlussanstieg des Poggio kurzzeitig als Solist absetzen konnte. Sein erster Sieg bei einem großen Eintagesrennen folgte fünf Tage später, als er sich beim E3 Harelbeke vor Zdeněk Štybar und Matteo Trentin durchsetzte. Nach Platz drei bei Gent–Wevelgem ging er als Mitfavorit bei der Flandern-Rundfahrt an den Start, blieb jedoch mit Rang 14 hinter den Erwartungen zurück. Eine Woche später musste er Paris–Roubaix wegen eines Sturzes frühzeitig beenden. Nach seinen guten Leistungen bei den Frühjahresklassikern überzeugte Geraint Thomas auch weiterhin bei den Rundfahrten und beendete die Tour de Suisse hinter dem Slowenen Simon Špilak auf dem zweiten Gesamtrang. Bei der Tour de France stellte er sich erneut in die Dienste von Chris Froome, positionierte sich dabei jedoch rasch selbst in den Top 10 der Gesamtwertung. Obwohl er auf der 15. Etappe in der Abfahrt des Col de Manse zu Sturz gekommen war, lag er im Vorfeld der 19. Etappe auf dem vierten Gesamtrang, ehe er drei Tage vor dem Ende der Rundfahrt 22 Minuten verlor und schlussendlich auf den 15. Platz zurückfiel. Am Ende der Saison bestritt Geraint Thomas erstmals die Vuelta a España und beendete diese nach dem Ausscheiden von Chris Froome auf dem 69. Gesamtrang.

### Transformation zum Gesamtklassement-Fahrer (2016–2017)

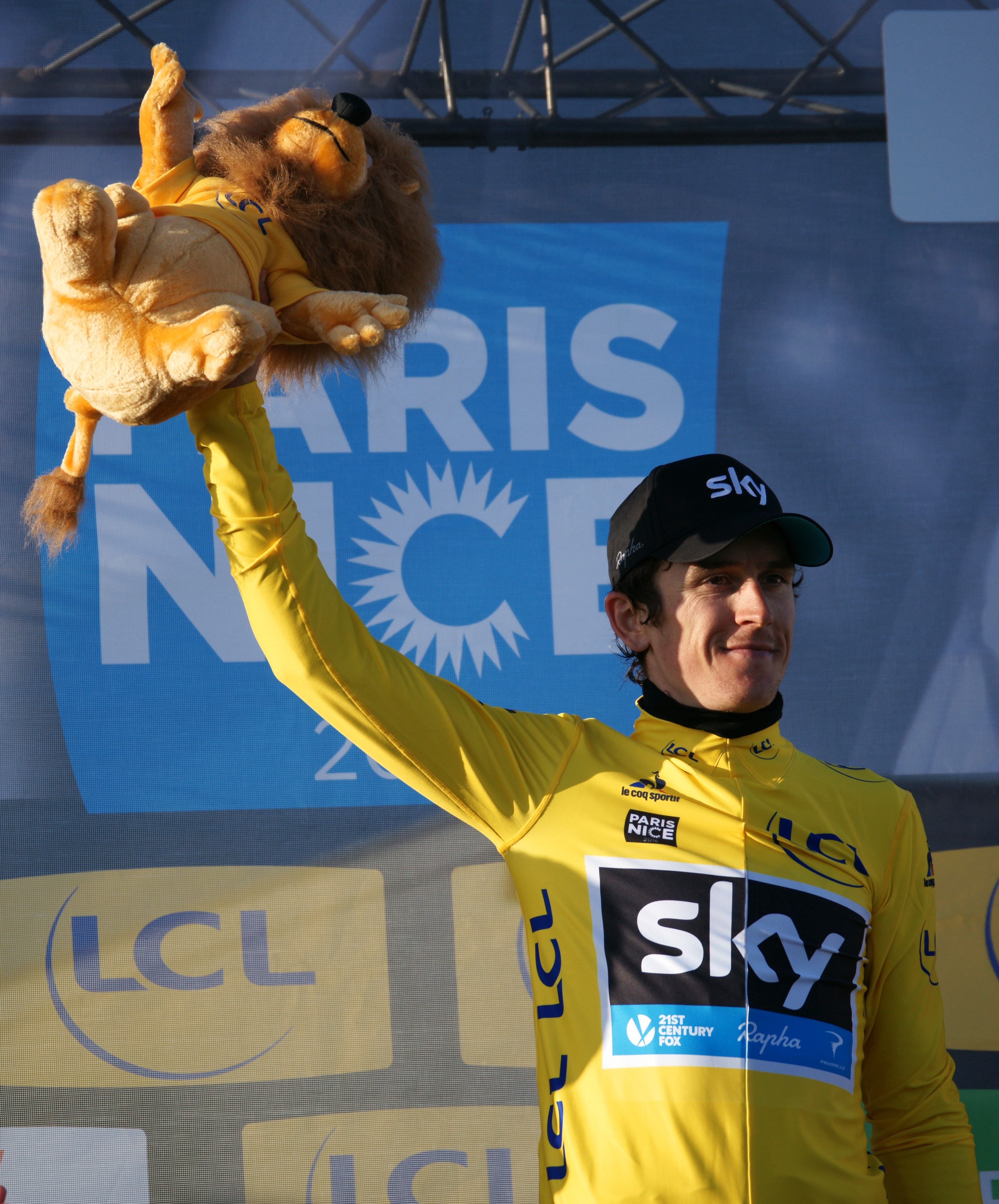
Geraint Thomas gewinnt Paris–Nizza 2016

Bereits im Oktober des Jahres 2015 sprach Geraint Thomas offen über seine Ambitionen die Tour de France zu gewinnen. Nach seinen Leistungen im Vorjahr und dem Abgang des Australiers Richie Porte zum BMC Racing Team nahm er nun die Rolle eines Co-Leaders an, wenngleich Chris Froome vorerst der klare Kapitän bei der Tour de France blieb. Im Frühjahr wiederholte Geraint Thomas seinen Gesamtsieg bei der Algarve-Rundfahrt, ehe er bei Paris–Nizza an den Start ging und das Gelbe Trikot bei der Bergankunft der vorletzten Etappe übernahm. Auf dem letzten hügligen Abschnitt um Nizza konnte er dank der Hilfe seines Teamkollegen Sergio Henao einen Angriff des Spaniers Alberto Contador abwehren und gewann so erstmals das Gesamtklassement eines Etappenrennens der UCI WorldTour. Wenige Tage später ging er bei der Katalonien-Rundfahrt an den Start, gab diese jedoch vorzeitig auf. Wegen des vermehrten Fokus auf Etappenrennen bestritt Geraint Thomas in der Saison 2016 nur zwei Frühjahresklassiker, wobei er Zwölfter der Flandern-Rundfahrt wurde. Im Mai gab das Team Sky bekannt, das der 29-jährige Brite seinen Vertrag um zwei Jahre verlängert hatte, wenngleich Thomas später klarstellte, dass er sich lediglich eine Option auf ein zweites Jahr offengelassen hatte. Nachdem er als Kapitän bei der Tour de Suisse nicht überzeugen konnte, ging Geraint Thomas als Helfer von Chris Froome bei der Tour de France an den Start. Anders als im Vorjahr büßte er bereits in der ersten Woche einige Sekunden ein, ehe er den besten Gesamtklassement-Fahrern in den Pyrenäen nicht folgen konnte. Schlussendlich belegte er erneut den 15. Gesamtrang, während Chris Froome seine dritte Tour de France gewann. Bei den Olympischen Spielen von Rio de Janeiro verzichtete Geraint Thomas auf einen Start bei den Bahnradsport-Bewerben und bestritt stattdessen die Rennen auf der Straße. Im Straßenrennen belegte nach einem Sturz auf den letzten zehn Kilometern den elften Platz, ehe er Neunter des Einzelzeitfahrens wurde.

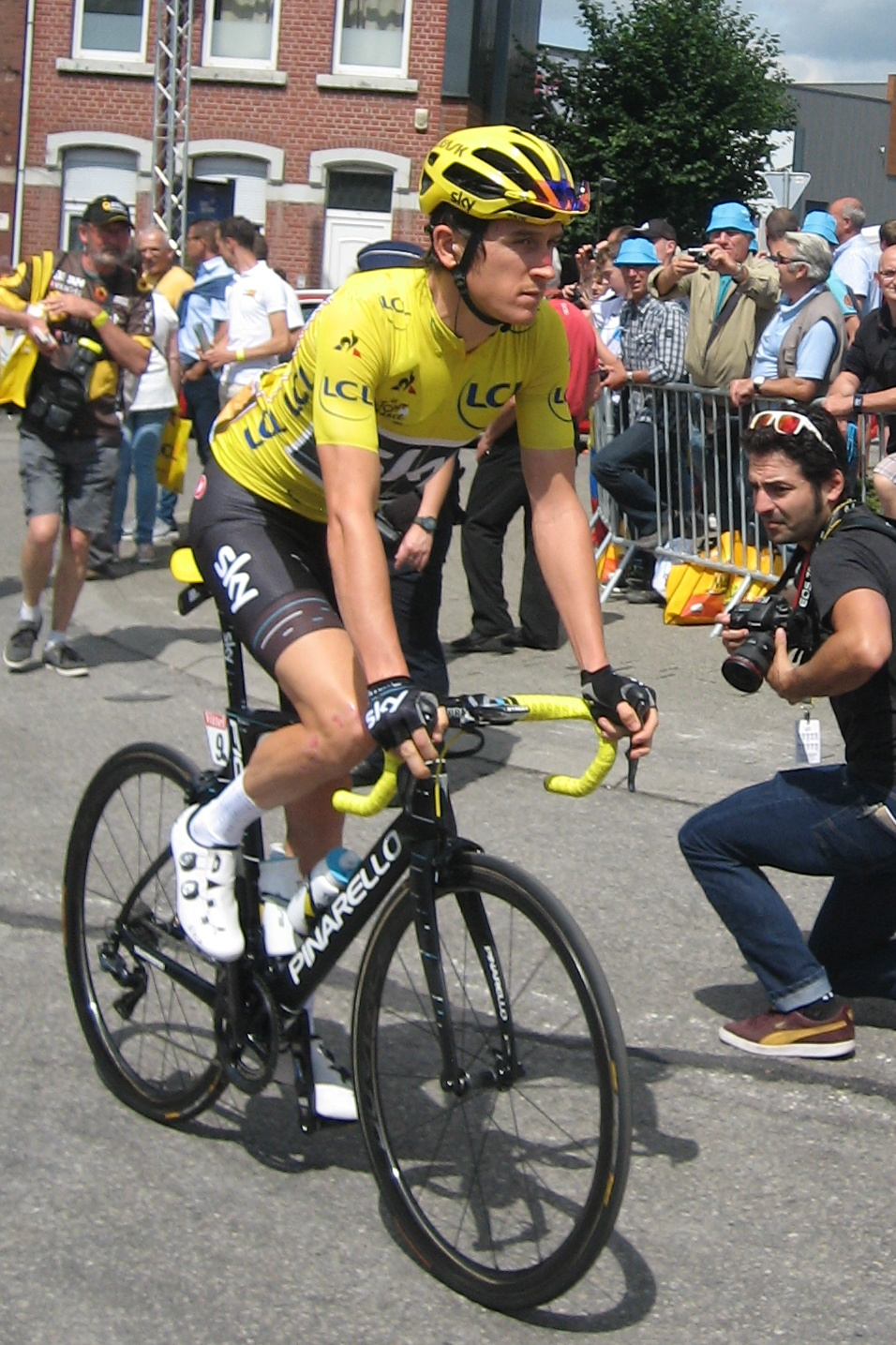
Geraint Thomas im Gelben Trikot bei der Tour de France 2017

Bereits im Januar des Jahres 2017 wurden Geraint Thomas und Mikel Landa vom Team Sky für den Giro d’Italia aufgestellt, wobei sich die beiden die Kapitänsrolle teilen sollten. In Vorbereitung auf die italienische Grand Tour ging Geraint Thomas bei der Fernfahrt Tirreno–Adriatico an den Start, wo er die kleine Bergankunft der zweiten Etappe gewann. Im Gesamtklassement lag er jedoch bereits mehr als eine Minute zurück, da er am Tag zuvor mit seinen Teamkollegen aufgrund von Reifenschäden viel Zeit im Mannschaftszeitfahren verloren hatte. Bei der anspruchsvollen Bergankunft am Monte Terminillo musste er sich nur dem Kolumbianer Nairo Quintana geschlagen geben und rückte nach einem soliden Abschlusszeitfahren noch auf den fünften Gesamtrang vor. Nachdem er bei der Katalonien-Rundfahrt erneut hinter seinen Erwartungen zurückgeblieben war, gewann Thomas die Gesamtwertung der Tour of the Alps, wobei er sich auch bei einer Bergankunft in Villnöß durchsetzte. Beim Auftakt des Giro d’Italia in Sardinien hielt sich Geraint Thomas schadlos und rückte nach der ersten Bergankunft auf dem Ätna auf den zweiten Gesamtrang vor. Auf der 9. Etappe wurde er jedoch in der Anfahrt zum Schlussanstieg des Blockhauses in einen Sturz involviert, der durch ein stehendes Begleitmotorrad ausgelöst wurde. Obwohl sich Thomas dabei die Schulter ausgekugelt hatte, setzte er das Rennen fort, büßte jedoch als 29. mehr als fünf Minuten gegenüber dem Tagessieger Nairo Quintana ein. Nach dem ersten Ruhetag wurde er hinter Tom Dumoulin Zweiter eines rund 40 Kilometer langen Einzelzeitfahrens, ehe er die Rundfahrt im Vorfeld der 13. Etappe aufgrund seiner Sturzverletzungen aufgab.
Nach der Italien-Rundfahrt wurde Geraint Thomas für die Tour de France nominiert, die er erneut als Helfer von Chris Froome bestreiten sollte. Im Auftaktzeitfahren von Düsseldorf setzte er sich auf den vom Regen nassen Straßen durch und übernahm mit seinem ersten Tour-de-France-Etappensieg das Gelbe Trikot. Dieses trug er für vier Tage, ehe er bei der ersten Bergankunft auf der Planche des Belles Filles distanziert wurde und hinter seinen Teamkollegen Chris Froome auf den zweiten Gesamtrang abrutschte. Auf den nachfolgenden Etappen stellte er sich erneut in die Dienste seines Kapitäns, wobei er seine Podiumsplatzierung verteidigen konnte. Am neunten Etappentag kam er nach rund 70 Kilometern in der Abfahrt vom Col de la Biche zu Sturz und musste die Frankreich-Rundfahrt aufgrund einer Schlüsselbeinfraktur beenden. Am Ende der Saison bestritt Geraint Thomas die Tour of Britain und holte zum zweiten Mal mit seinen Teamkollegen die Bronze-Medaille im Mannschaftszeitfahren der Straßenradsport-Weltmeisterschaften.

### Tour-de-France-Sieg (2018)

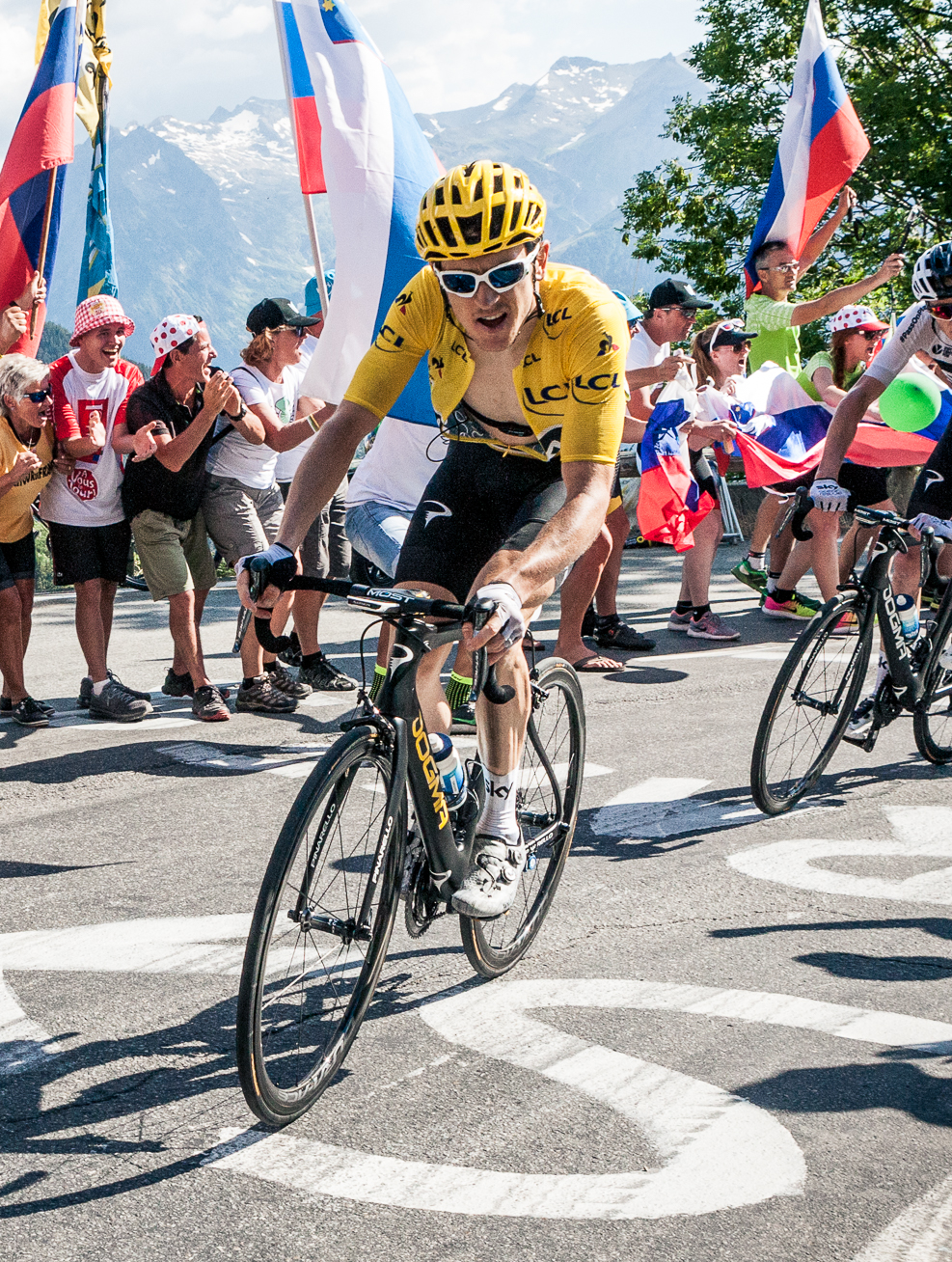
Im Alter von 32 Jahren gewinnt Geraint Thomas die 105. Austragung der Tour de France

Im Jahr 2018 gab Geraint Thomas sein Saison-Debüt bei der Algarve-Rundfahrt, wo er das Einzelzeitfahren der dritten Etappe gewann. Am letzten Etappentag musste er jedoch die Gesamtführung an seinen Teamkollegen Michał Kwiatkowski abgeben, der Teil einer 31 Fahrer umfassenden Ausreißergruppe gewesen war. Auch bei Tirreno–Adriatico führte Thomas zeitweise die Gesamtwertung an, ehe er bei der Bergankunft in Sassotetto auf den letzten 1500 Metern wegen eines Defekts 34 Sekunden verlor und schlussendlich Gesamtdritter wurde. Nach zwei Jahren Abwesenheit kehrte er im Anschluss zu Paris–Roubaix zurück, wo er bereits auf dem ersten Kopfsteinpflaster-Sektor zu Sturz kam und das Rennen in weiterer Folge aufgab. Während Chris Froome den Giro d’Italia gewonnen hatte und im Vorfeld der Tour de France keine weiteren Rennen bestritt, bereitete sich Geraint Thomas beim Critérium du Dauphiné auf die Frankreich-Rundfahrt vor. Nachdem er mit seinen Teamkollegen das Mannschaftszeitfahren gewonnen hatte, belegte er bei den letzten beiden Bergankünften den zweiten Rang und setzte sich so in der Gesamtwertung der Rundfahrt durch. Weiters wurde er kurz darauf britischer Zeitfahrmeister.
Bei der Tour de France ging Geraint Thomas erneut als Edelhelfer von Chris Froome an den Start, der neben dem Giro-Tour-Double auch seinen fünften Gesamtsieg bei der Frankreich-Rundfahrt anstrebte. Der Brite kam jedoch bereits auf der 1. Etappe zu Sturz und verlor 51 Sekunden gegenüber Geraint Thomas, der sich auch auf den nachfolgenden Etappen schadlos hielt. Nachdem die Fahrer die Alpen erreicht hatten, griff Geraint Thomas im Schlussanstieg der 11. Etappe an, die mit einer Bergankunft in La Rosière zu Ende ging. Er gewann die Etappe und übernahm das Gelbe Trikot, wobei sein Vorsprung gegenüber Chris Froome auf fast eineinhalb Minuten angewachsen war. Tags drauf setzte er sich auch bei der Bergankunft von Alpe d’Huez durch, wobei das Team Sky weiterhin an der Kapitänsrolle von Chris Froome festhielt. Die Vorentscheidung im Kampf um den Gesamtsieg fiel schlussendlich auf der 65 Kilometer langen 17. Etappe, die über den Col de Peyresourde und Col de Val Louron-Azet auf den Col de Portet führte. Während Geraint Thomas das Gelbe Trikot verteidigte, wurde Chris Froome im Schlussanstieg distanziert, womit er die Kapitänsrolle im Team verlor. Nachdem er die anspruchsvolle 19. Etappe überstanden hatte, verteidigte Thomas das Gelbe Trikot auch im Abschlusszeitfahren und fuhr schlussendlich im Alter von 32 Jahren als Gesamtsieger in Paris ein.

### Kapitänsrolle bei den Ineos Grenadiers

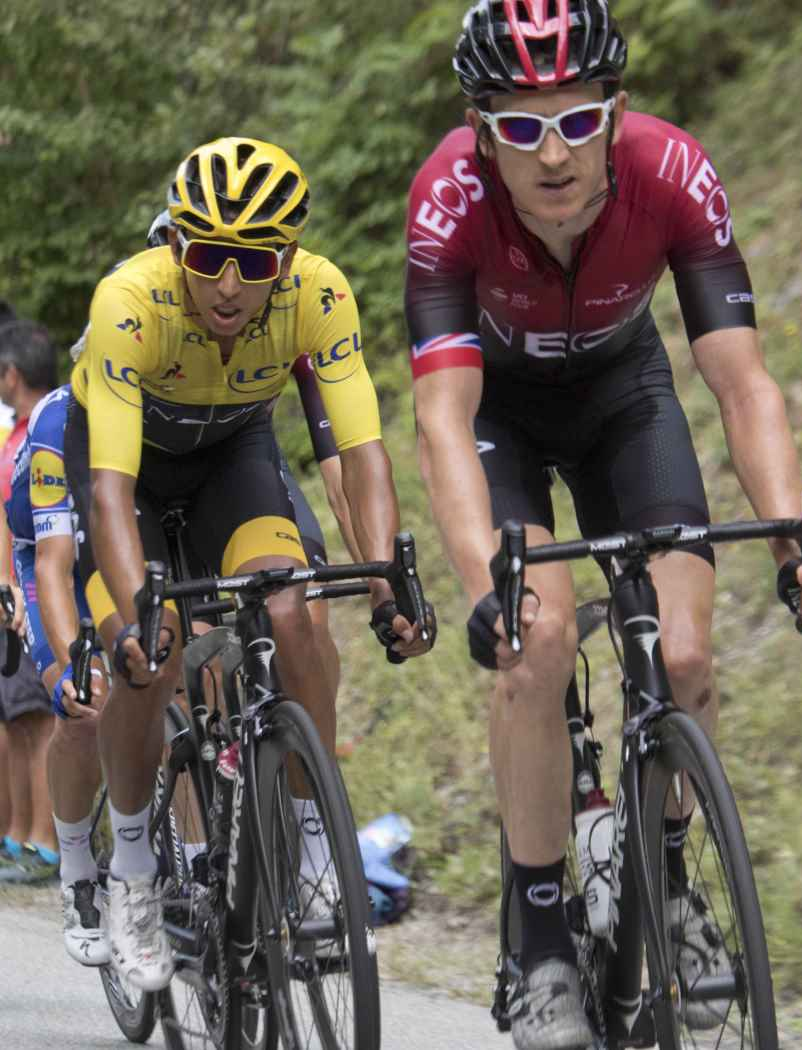
Geraint Thomas beendet die Tour de France 2019 als Zweiter hinter seinem Teamkollegen Egan Bernal

Nach seinem Tour-de-France-Sieg im Jahr 2018 startete Geraint Thomas mit unterdurchschnittlichen Leistungen in die Saison 2019, wobei er Tirreno-Adriatico aufgrund von Magenproblemen aufgab. Erst Anfang Mai zeigte er mit dem dritten Gesamtrang bei der Tour de Romandie auf. In Vorbereitung auf die Tour de France bestritt er die Tour de Suisse, die er jedoch aufgrund eines Sturzes bereits am vierten Etappentag aufgab. Dennoch ging er ein Monat später als Kapitän bei der Tour de France an den Start, wobei seine Mannschaft nun unter dem Namen Team Ineos fuhr. In Abwesenheit des vierfachen Tour-de-France-Siegers Chris Froome, der sich bei einem Sturz im Rahmen des Critérium du Dauphiné, schwere Verletzungen zugezogen hatte, stellte die Mannschaft jedoch mit dem 22-jährigen Kolumbianer Egan Bernal einen Co-Leader auf. Auf den ersten zehn Etappen stürzte Thomas zweimal, wobei er sich jedoch keine gröberen Verletzungen zuzog. Zudem erwies er sich bei der ersten Bergankunft auf der Super Planche des Belles Filles als stärkster Fahrer und schob sich auf der 10. Etappe hinter Julian Alaphilippe auf den zweiten Gesamtrang. In den Pyrenäen verteidigte der Franzose überraschend das Gelbe Trikot und ging mit einem Vorsprung von rund eineinhalb Minuten in die abschließenden Alpen-Etappen. Auf der 18. Etappe wurde Geraint Thomas von seinem Teamkollegen Egan Bernal vom zweiten Gesamtrang verdrängt, ehe der junge Kolumbianer auch tags drauf rund 40 Kilometer vor dem Ziel im Anstieg des Col de l’Iseran angriff. Während Geraint Thomas bei den anderen Gesamtklassement-Fahrern blieb, fuhr Egan Bernal einen Vorsprung von fast einer Minute heraus, ehe die Etappe aufgrund eines Hangrutsches abgebrochen werden musste. Da nun die Zeitabstände auf der Passhöhe des Col de l’Iseran genommen wurden, übernahm der Bernal das Gelbe Trikot und lag vor der letzten Bergetappe mehr als eine Minute vor Geraint Thomas. Nachdem auch die 20. Etappe wegen Schlechtwetters verkürzt werden musste und nur noch über 59,5 Kilometer von Albertville nach Val Thorens führte, stellte sich Thomas in die Dienste seines Teamkollegen, der als erster Südamerikaner die Tour de France gewann. Geraint Thomas beendete die Frankreich-Rundfahrt schlussendlich auf dem zweiten Gesamtrang und stand somit zum zweiten Mal auf dem Podium einer Grand Tour.

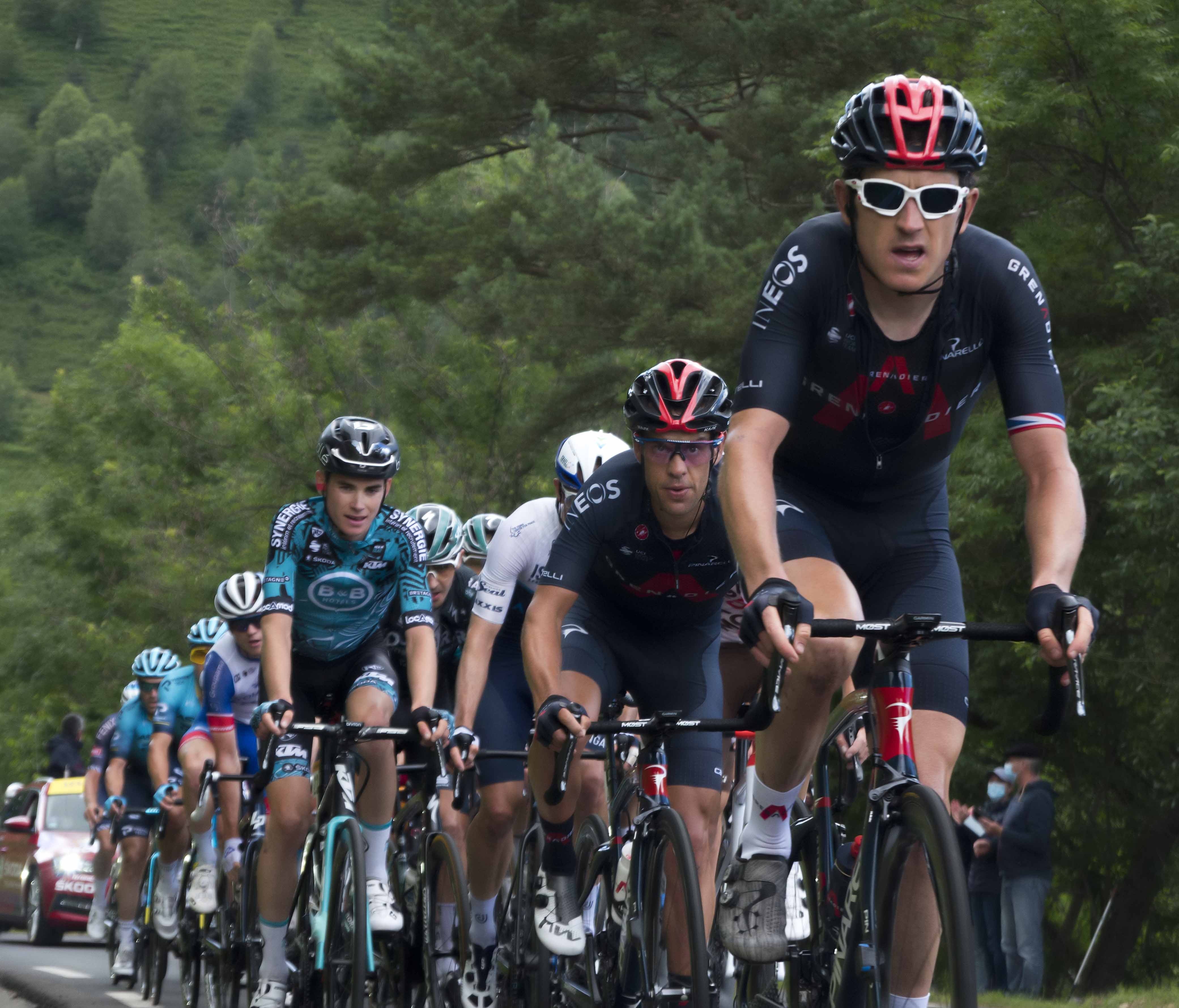
In den Jahren 2020 und 2021 muss Geraint Thomas seine Grand-Tour-Abmitionen wegen Stürzen begraben

Im Jahr 2020 gab Geraint Thomas sein Saison-Debüt bei der Algarve-Rundfahrt, ehe zahlreiche Rennen aufgrund der COVID-19-Pandemie abgesagt oder verschoben werden mussten. Nach der Wiederaufnahme des Renngeschehens, konnte der zwischenzeitlich 34-jährige Brite weder bei der Tour de l’Ain noch beim Critérium du Dauphiné überzeugen und wurde von seiner Mannschaft nicht als Kapitän für die Tour de France nominiert. Daraufhin entschied er sich dazu den Giro d’Italia im Oktober zu bestreiten. In einem Interview betonte er, dass er die Tour de France in seinem höheren Alter nicht mehr als Helfer bestreiten wolle und stattdessen versuchen würde das meiste aus seinen verbliebenen Jahren herauszuholen. Zudem meinte er, dass er mit dem Giro d’Italia nach seinem Ausscheiden im Jahr 2017 noch eine Rechnung offen habe. Als letztes Rennen vor der Italien-Rundfahrt ging er im Zeitfahrbewerb der Straßenradsport-Weltmeisterschaften an den Start, wo er als Vierter eine Medaille nur um acht Sekunden verpasste. Nach einem vierten Platz im Auftaktzeitfahren des Giro d’Italia stürzte er in der Neutralisation der 3. Etappe, erlitt einen Bruch in der Hüfte und startete nicht mehr bei der 4. Etappe. Das Kalenderjahr endete mit einem weiteren Sturz im Dezember, als sich Thomas im Training eine Schulterluxation zuzog.
Im Jahr 2021 gewann Geraint Thomas die Tour de Romandie und stand als Dritter auf dem Podium der Katalonien-Rundfahrt und des Critérium du Dauphiné. Zudem konnte er bei letzterem Rennen nach drei Jahren wieder einen Etappensieg feiern. Bei der Tour de France kam er bereits auf der 4. Etappe zu Sturz und zog sich dabei eine Verletzung an der rechten Schulter zu. Der Brite konnte das Rennen jedoch als Helfer von Richard Carapaz fortsetzen und belegte schlussendlich den 41. Gesamtrang.

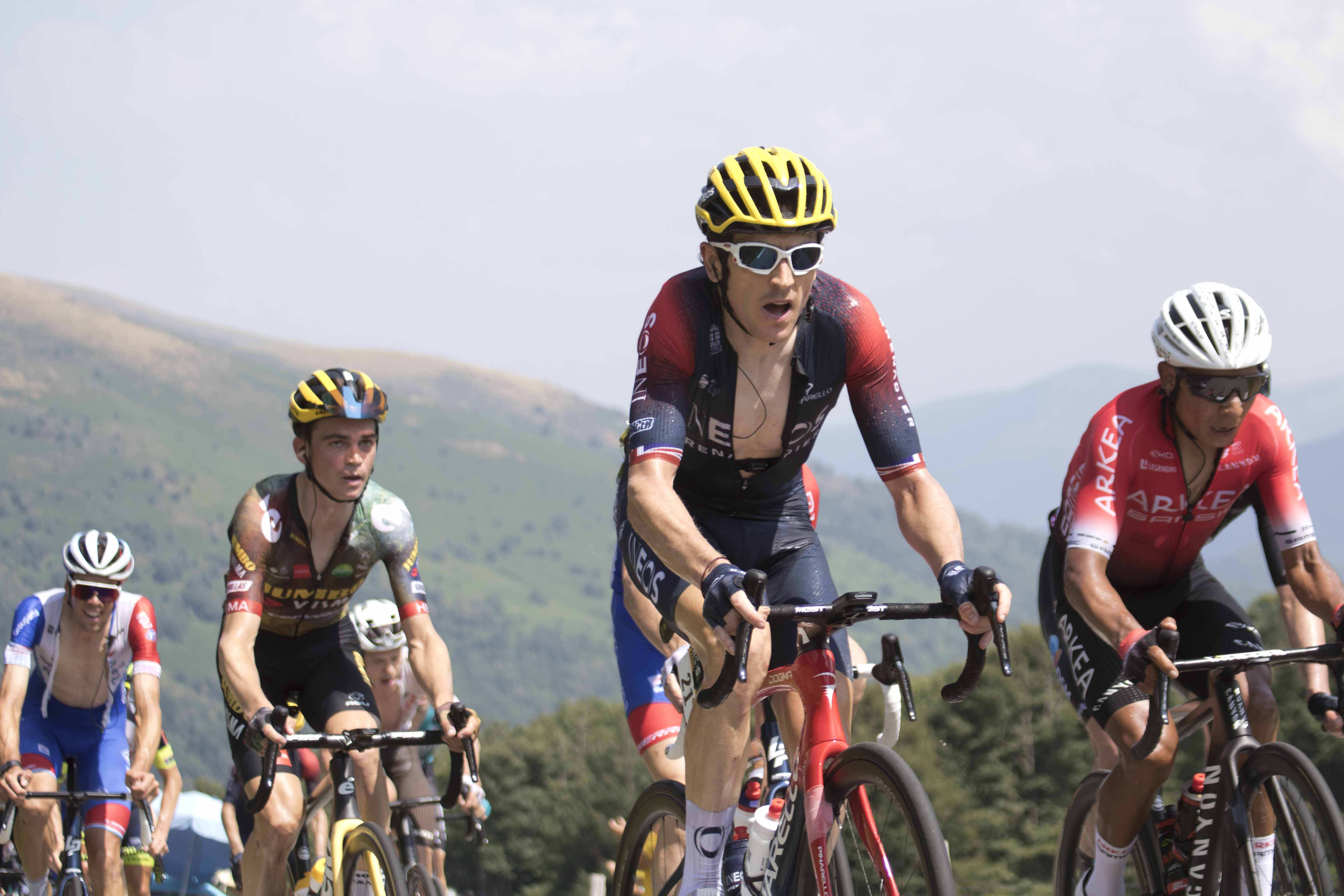
Im Jahr 2022 fährt Geraint Thomas erneut aufs Podium der Tour de France

Aufgrund eines Sturzes im Januar fiel Egan Bernal für den Großteil der Saison 2022 aus, womit Geraint Thomas die Ineos Grenadiers erneut die Kapitänsrolle bei der Tour de France erhielt. Wie in den beiden vorangegangenen Jahren konnte er im Frühjahr jedoch nicht überzeugen, wodurch Adam Yates und Daniel Felipe Martínez zusätzlich als Co-Leader aufgestellt wurden. Erst wenige Wochen vor der Frankreich-Rundfahrt zeigte Geraint Thomas mit dem Gesamtsieg bei der Tour de Suisse auf, wobei er keinen Tagesabschnitt gewann und von der COVID-19-Erkrankung des gesamtführenden Russen Alexander Wlassow profitierte. Bei der Tour de France präsentierte sich Thomas bei der ersten Bergankunft auf der Super Planche des Belles Filles als stärkster Fahrer seiner Mannschaft und rückte hinter Tadej Pogačar und Jonas Vingegaard auf den dritten Gesamtrang vor. Um Druck auf die beiden Spitzenreiter ausüben zu können, setzte er sich jedoch für den Verbleib der Strategie von mehreren Kapitänen ein. Auf den nachfolgenden Etappen bestätigte sich Geraint Thomas als Podiumsanwärter, wenngleich er nicht in den Kampf um den Gesamtsieg eingreifen konnte. Schlussendlich stand er im Alter von 36 Jahren zum dritten Mal in Paris auf dem Podium, wobei sein Rückstand auf den siegreichen Jonas Vingegaard rund siebeneinhalb Minuten betrug. Am Ende der Saison ging er bei den Commonwealth Games an den Start und holte die Bronze-Medaille im Einzelzeitfahren.

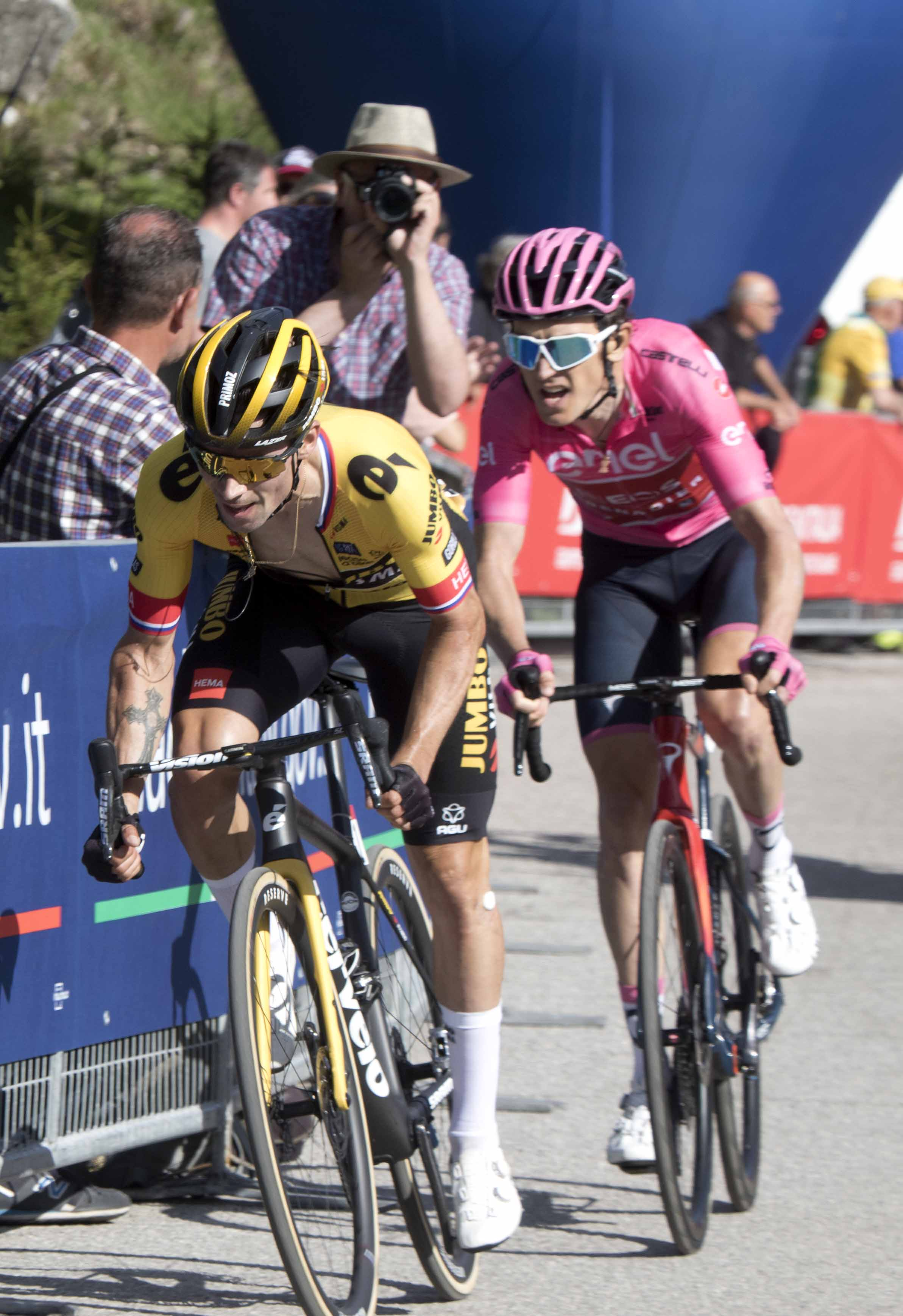
Beim Giro d'Italia 2023 verliert Geraint Thomas die Maglia Rosa am vorletzten Etappentag

Im Jahr 2023 fokussierte sich Geraint Thomas auf den Giro d’Italia, bei dem er trotz durchwachsener Leistungen im Frühjahr als Mitfavorit startete. In der ersten Woche präsentierte sich der Brite in guter Form und beendete das lange Zeitfahren der 9. Etappe auf dem zweiten Rang, womit er sich auch in der Gesamtwertung auf Platz zwei schob. Nachdem der Gesamtführende Remco Evenepoel aufgrund eines positiven COVID-19-Tests krankheitsbedingt am ersten Ruhetag ausgefallen war, übernahm Geraint Thomas die Maglia Rosa und trug diese für fünf Tage. Auf der 16. Etappe distanzierte er mit Primož Roglič seinen größten Konkurrenten im Schlussanstieg des Monte Bondone und holte sich die Gesamtführung von Bruno Armirail zurück, der diese zwischenzeitlich übernommen hatte. Auf den weiteren Alpen-Etappen verteidigte Thomas das Rosa Trikot und ging mit einem Vorsprung von 26 Sekunden in das abschließende Bergzeitfahren das auf den Monte Lussari führte. Einen Tag vor dem Ende der Rundfahrt musste er die Gesamtführung an Primož Roglič abgeben, der die Italien-Rundfahrt mit einem Vorsprung von 14 Sekunden gewann. Nach einer längeren Rennpause belegte Geraint Thomas bei den UCI Straßenradsport-Weltmeisterschaften in Glasgow den 10. Rang im Einzelzeitfahren. Am Ende der Saison ging er ein zweites Mal bei der Vuelta a España an den Start, bei der er mit dem 31. Gesamtrang jedoch nicht überzeugen konnte.
In der Saison 2024 gab Geraint Thomas im Alter von 37 Jahren das Giro-Tour-Double als Ziel aus. Nachdem er im Frühjahr keine nennenswerten Ergebnisse eingefahren hatte, zeigte er beim Giro d’Italia mit guter Form auf und schob sich bei der ersten Bergankunft hinter Tadej Pogačar auf den zweiten Gesamtrang. Im weiteren Rennverlauf büßte er im Zeitfahren der 7. Etappe eine Position gegenüber seinem früheren Teamkollegen Daniel Felipe Martínez ein und beendete die Italien-Rundfahrt schlussendlich als Gesamtdritter, wobei er einen Rückstand von mehr als zehn Minuten auf den siegreichen Tadej Pogačar aufwies. Bei der nachfolgenden Tour de France verlor Geraint Thomas bereits auf den ersten Etappen viel Zeit gegenüber den anderen Gesamtklassement-Fahrern und beendete die Rundfahrt schlussendlich nur auf dem 42. Gesamtrang. Nachdem er nicht für die Olympischen Spiele von Paris nominiert wurde, bestritt Geraint Thomas am Ende der Saison die Renewi Tour, die er am letzten Etappentag aufgab.
Im Jahr 2025 plant Geraint Thomas bei der Tour Down Under in seine letzte Saison zu starten. Weiters gab er im Dezember die Tour de France 2025 als letztes großes Ziel aus.

## Ehrungen
Geraint Thomas wurde mit der Aufnahme in die Hall of Fame des europäischen Radsportverbandes Union Européenne de Cyclisme geehrt. 2015 wurde er zum Radsportler des Jahres von Wales gewählt, 2018 zur BBC Cymru Wales Sports Personality of the Year. sowie zu Großbritanniens Sportler des Jahres.

## Trivia
Für seinen Sieg bei der Tour de France 2018 erhielt Thomas einen Pokal, der anschließend mit den von Chris Froome gewonnenen Siegerpokalen des Giro d’Italia 2018 und der Vuelta a España 2017 auf einer Rad-Show in Birmingham ausgestellt wurde. Dort wurde der Pokal entwendet.

## Erfolge

### Bahn
2005
- Britischer Meister – Mannschaftsverfolgung (mit Mark Cavendish, Ed Clancy und Steve Cummings)

2007
- Weltmeister – Mannschaftsverfolgung (mit Ed Clancy, Bradley Wiggins und Paul Manning)

2008
- Olympiasieger – Mannschaftsverfolgung (mit Ed Clancy, Bradley Wiggins und Paul Manning)
- Weltmeister – Mannschaftsverfolgung (mit Ed Clancy, Bradley Wiggins und Paul Manning)

2009
- Britischer Meister – Einerverfolgung

2011
- Europameister – Mannschaftsverfolgung (mit Steven Burke, Ed Clancy und Peter Kennaugh)

2012
- Weltmeister – Mannschaftsverfolgung (mit Steven Burke, Ed Clancy, Peter Kennaugh und Andrew Tennant)
- Olympiasieger – Mannschaftsverfolgung (mit Steven Burke, Ed Clancy und Peter Kennaugh)

### Straße
2006
- Gesamtwertung Flèche du Sud

2010
- Mannschaftszeitfahren Tour of Qatar
- Britischer Meister – Straßenrennen

2011
- Gesamtwertung Bayern-Rundfahrt

2012
- eine Etappe Tour de Romandie

2013
- eine Etappe Tour Down Under
- Weltmeisterschaft – Mannschaftszeitfahren

2014
- Gesamtwertung und eine Etappe Bayern-Rundfahrt
- Commonwealth Games – Einzelzeitfahren
- Commonwealth Games – Straßenrennen

2015
- Gesamtwertung und eine Etappe Volta ao Algarve
- E3 Harelbeke
- Mannschaftszeitfahren Tour de Romandie

2016
- Gesamtwertung Volta ao Algarve
- Gesamtwertung Paris–Nizza

2017
- eine Etappe Tirreno–Adriatico
- Gesamtwertung und eine Etappe Tour of the Alps
- eine Etappe Tour de France
- Weltmeisterschaft – Mannschaftszeitfahren

2018
- eine Etappe Volta ao Algarve
- Gesamtwertung und Mannschaftszeitfahren Critérium du Dauphiné
- Britischer Meister – Einzelzeitfahren
- Gesamtwertung und zwei Etappen Tour de France

2021
- Gesamtwertung Tour de Romandie
- eine Etappe Critérium du Dauphiné

2022
- Gesamtwertung Tour de Suisse

## Wichtige Platzierungen
| Grand Tour            | 2007 | 2008 | 2009 | 2010 | 2011 | 2012 | 2013 | 2014 | 2015 | 2016 | 2017 | 2018 | 2019 | 2020 | 2021 | 2022 | 2023 | 2024 | 2025 |
| --------------------- | ---- | ---- | ---- | ---- | ---- | ---- | ---- | ---- | ---- | ---- | ---- | ---- | ---- | ---- | ---- | ---- | ---- | ---- | ---- |
| Giro d’ItaliaGiro     | –    | 118  | –    | –    | –    | 80   | –    | –    | –    | –    | DNF  | –    | –    | DNF  | –    | –    | 2    | 3    | –    |
| Tour de FranceTour    | 140  | –    | –    | 67   | 31   | –    | 140  | 22   | 15   | 15   | DNF  | 1    | 2    | –    | 41   | 3    | –    | 42   | 58   |
| Vuelta a EspañaVuelta | –    | –    | –    | –    | –    | –    | –    | –    | 69   | –    | –    | –    | –    | –    | –    | –    | 31   | –    |      |

| Weltmeisterschaft        | 2007 | 2008 | 2009 | 2010 | 2011 | 2012 | 2013 | 2014 | 2015 | 2016 | 2017 | 2018 | 2019 | 2020 | 2021 | 2022 | 2023 | 2024 | 2025 |
| ------------------------ | ---- | ---- | ---- | ---- | ---- | ---- | ---- | ---- | ---- | ---- | ---- | ---- | ---- | ---- | ---- | ---- | ---- | ---- | ---- |
| StraßenrennenStraße      | –    | –    | DNF  | –    | 81   | –    | DNF  | DNF  | –    | DNF  | –    | –    | DNF  | –    | –    | –    | –    | –    |      |
| EinzelzeitfahrenEZF      | –    | –    | –    | –    | –    | –    | –    | –    | –    | –    | –    | –    | –    | 4    | –    | –    | 10   | –    |      |
| MannschaftszeitfahrenMZF | –    | –    | –    | –    | –    | 9    | 3    | 4    | –    | 4    | 3    | –    | –    | –    | –    | –    | –    | –    |      |

| Monument                 | 2007 | 2008 | 2009 | 2010 | 2011 | 2012 | 2013 | 2014 | 2015 | 2016 | 2017 | 2018 | 2019 | 2020 | 2021 | 2022 | 2023 | 2024 | 2025 |
| ------------------------ | ---- | ---- | ---- | ---- | ---- | ---- | ---- | ---- | ---- | ---- | ---- | ---- | ---- | ---- | ---- | ---- | ---- | ---- | ---- |
| Mailand–Sanremo          | –    | –    | –    | DNF  | 60   | –    | DNF  | DNF  | 31   | 169  | –    | –    | –    | –    | –    | –    | –    | –    | 110  |
| Flandern-Rundfahrt       | –    | –    | –    | 33   | 10   | –    | 41   | 8    | 14   | 12   | –    | –    | –    | –    | –    | –    | –    | –    | –    |
| Paris–Roubaix            | –    | –    | –    | 64   | DNF  | –    | 79   | 7    | DNF  | –    | –    | DNF  | –    | –    | –    | –    | –    | –    | –    |
| Lüttich–Bastogne–Lüttich | –    | –    | –    | –    | –    | –    | –    | –    | –    | –    | –    | 56   | –    | –    | –    | 43   | –    | –    | 93   |
| Lombardei-Rundfahrt      | –    | –    | –    | –    | –    | –    | –    | –    | –    | –    | –    | –    | –    | –    | –    | –    | –    | –    | –    |